# Kokkosaari (ö i Norra Karelen, Pielisen Karjala, lat 63,38, long 30,77)
Kokkosaari är en ö i Finland.   Den ligger i kommunen Lieksa i den ekonomiska regionen  Pielinen-Karelen  och landskapet Norra Karelen, i den östra delen av landet, 500 km nordost om huvudstaden Helsingfors.